# Golf de Durbuy
Golf de Durbuy is een Belgische golfclub in Barvaux-sur-Ourthe in de provincie Luxemburg.
De 18 holesbaan is in 1991 aangelegd door Fred Hawtree. Er zijn ook 9 oefenholes.